# Audi
Pour les articles homonymes, voir Audi (homonymie).
Audi AG est un constructeur d'automobiles sportives allemand, filiale du groupe Volkswagen appelé VAG (Volkswagen Aktiengesellschaft) qui détient la marque à 99,55 %. Le siège social se situe à Ingolstadt en Bavière.
Implanté dans 55 pays du monde, Audi est présent sur la plupart des segments du marché des véhicules particuliers, y compris sur celui des sportives de prestige grâce à ses deux filiales que sont Lamborghini et Audi Sport. En 2012, l’entreprise a vendu 1 524 635 véhicules, un record depuis sa création en 1909, et se classe parmi les constructeurs les plus rentables.
Le nom « Audi » (entends ou écoute en latin) fait référence au patronyme du fondateur August Horch (Horen = écoute en allemand) qui crée l’entreprise le 16 juillet 1909. Déjà constructeur d’automobiles à vocation sportive à cette époque, l’entreprise connaît des difficultés financières qui l’obligent à fusionner en 1932 avec trois autres marques automobiles saxonnes. La nouvelle entité dénommée Auto Union est représentée par quatre anneaux, identité visuelle conservée aujourd’hui encore par Audi.
En 1964, Volkswagen AG rachète Auto Union et ressuscite le nom Audi. Ce n’est qu’à partir des années 1970, sous l’impulsion de Ferdinand Piëch, qu’Audi rencontre l’essor qu’on lui connaît aujourd’hui.

## Histoire

### Naissance de l’entreprise

August Horch

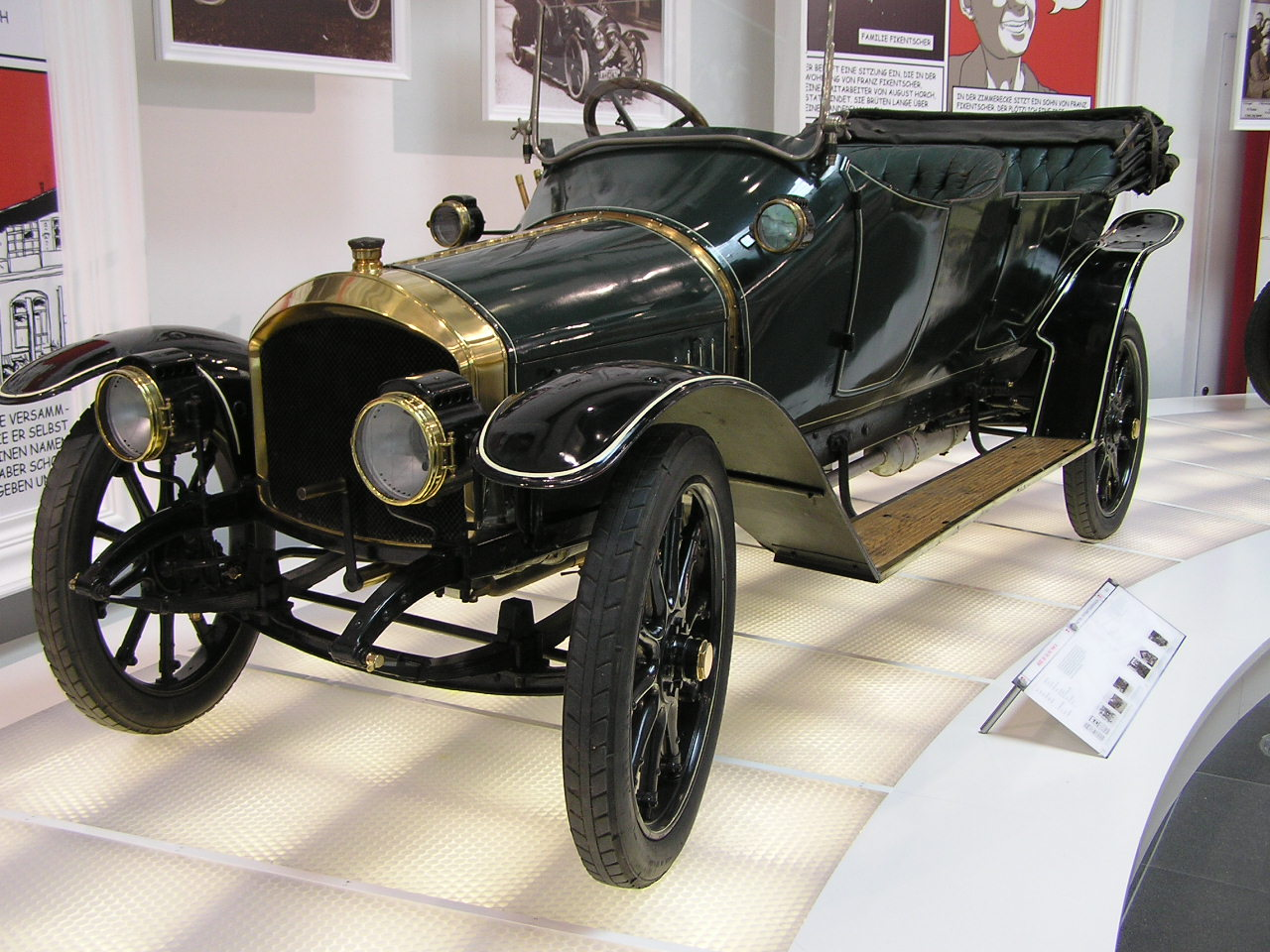
Audi Type A.

August Horch fonde le 14 novembre 1899, « A. Horch & Cie. Motorwagen Werke » à Cologne, mais en raison de divergences entre lui et le conseil d’administration, il quitte son entreprise en 1909. Immédiatement après, le 16 juillet, Horch fonde une seconde entreprise à Zwickau dénommée « August Horch Automobil Werke ». Son nom étant déjà utilisé et protégé par une marque déposée, le tribunal du Reich l’oblige à la renommer. August Horch, alors qu'il se trouve pour une réunion de travail dans l'appartement de son ami Franz Fikentscher, entend son fils qui apprend le latin utiliser l'expression Père, audiatur et altera pars…. Il se rappelle alors que la traduction latine de son patronyme horch (de l’impératif de horchen) signifie « écouter » en allemand. Les participants à la réunion trouvent le rapprochement d'idée brillant : Horch devient audi (de l’impératif du verbe audire signifiant « entendre » en latin). La première automobile d’« Audi Automobilwerke GmbH » (abrégé en Audi), l’Audi Type A Sport-Phaeton, est produite en 1910 à Zwickau.
À partir de 1911, la nouvelle firme d’August Horch, qui assemble des automobiles à vocation plutôt sportive, participe à la Coupe des Alpes autrichiennes, une course d’endurance de 2 400 km connue pour être particulièrement exigeante. Audi remporte l’épreuve trois années de suite, en 1912, 1913 et 1914, et acquiert de fait une image de constructeur sportif internationalement reconnu. Les Audi Type C victorieuses de la célèbre course seront d’ailleurs surnommées « vainqueur des Alpes ».

### L’ère d’Auto Union

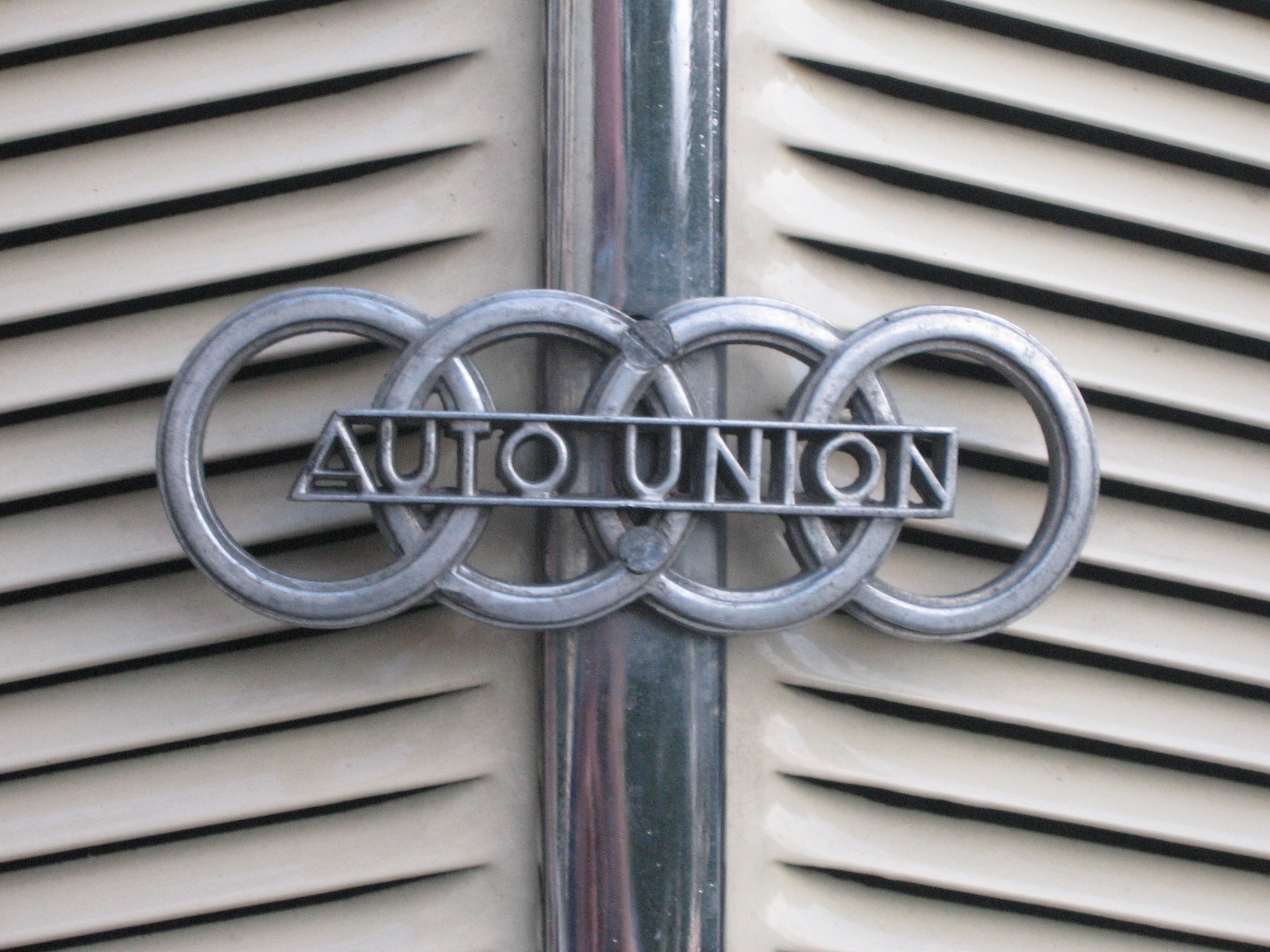
Logo de la firme Auto Union.

Durant les années 1920, les deux sociétés rivales Horch et Audi se livrent une concurrence sévère, mais néanmoins prolifique. Toutefois, la Grande Dépression qui suit le krach de 1929 met à mal leur santé financière. En août 1928, Jørgen Rasmussen, propriétaire de Dampf-Kraft-Wagen (DKW), acquiert la majorité des actions d’Audi. 

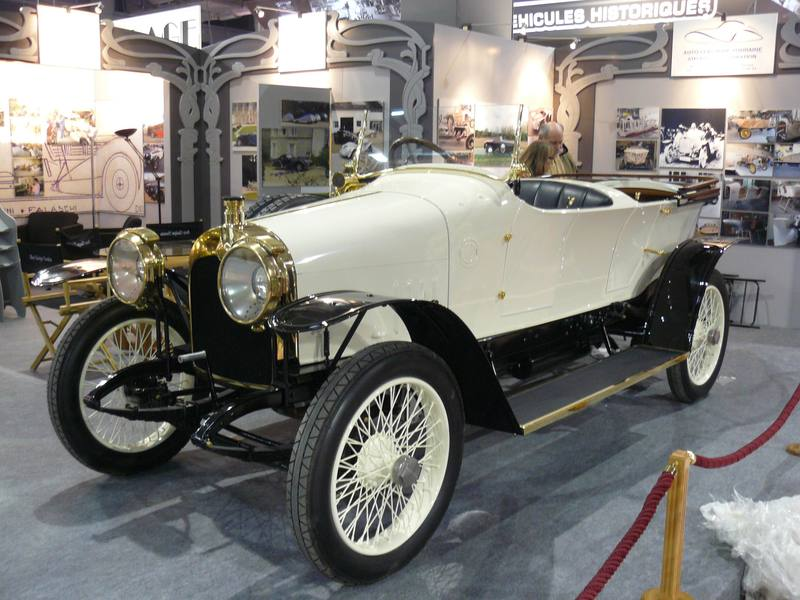
Audi Type C 3.5 de 1913

À l’instigation de la banque du Land de Saxe, qui souhaite protéger ses investissements dans l’industrie automobile saxonne, Audi, DKW, Horch et Wanderer s’unissent sous le sigle des quatre anneaux métallisés entrecroisés pour former le consortium « Auto Union AG » le 29 juin 1932. À cette date, le groupe Auto Union, dans lequel chaque marque est maintenue, devient par conséquent le deuxième plus grand groupe automobile d’Allemagne. Lors de la répartition des tâches, la production de modèles de prestige est dévolue à Audi, dépositaire de cette tradition.
C’est durant cette période qu’est produite l’Audi Front, la première automobile en Europe à combiner un moteur six cylindres avec la traction avant. Le marché des voitures de prestige étant déjà occupé par Mercedes-Benz, Austro-Daimler et NAG, Auto Union se met progressivement à produire des modèles de moyenne gamme. D’ailleurs, pour améliorer son image auprès du grand public, l’entreprise s’engage en Grand Prix à partir de 1934. Les « Flèches d’Argent » d’Auto Union vont ainsi s’imposer dans de nombreux Grands Prix et ce, jusqu’en 1939.

### L’après-guerre
Comme la plupart des usines allemandes à l’aube de la Seconde Guerre mondiale, les usines Auto Union sont mises à contribution pour participer à l’effort de guerre et seront par conséquent la cible des bombardements alliés, les laissant endommagées une fois le conflit terminé. Après la guerre, les usines du groupe, implantées dans la zone dévolue aux Soviétiques lors de la division de l’Allemagne, sont démantelées, et Auto Union AG est radié du registre du commerce de la ville de Chemnitz en 1948. Pour reprendre la production, beaucoup d’employés déménagent à Ingolstadt, où se trouvent les usines historiques de DKW. Une nouvelle société, « Auto Union GmbH », est créée le 3 septembre 1949.
En 1958, Daimler-Benz rachète 88 % du capital d'Auto Union et reprend dans les mois qui suivent le reste du constructeur allemand, qui devient alors une filiale exclusive de Mercedes-Benz. Ce dernier va d'ailleurs s'installer à Düsseldorf, sur un site utilisé auparavant par Auto Union.

### Fusion d'Auto Union avec NSU

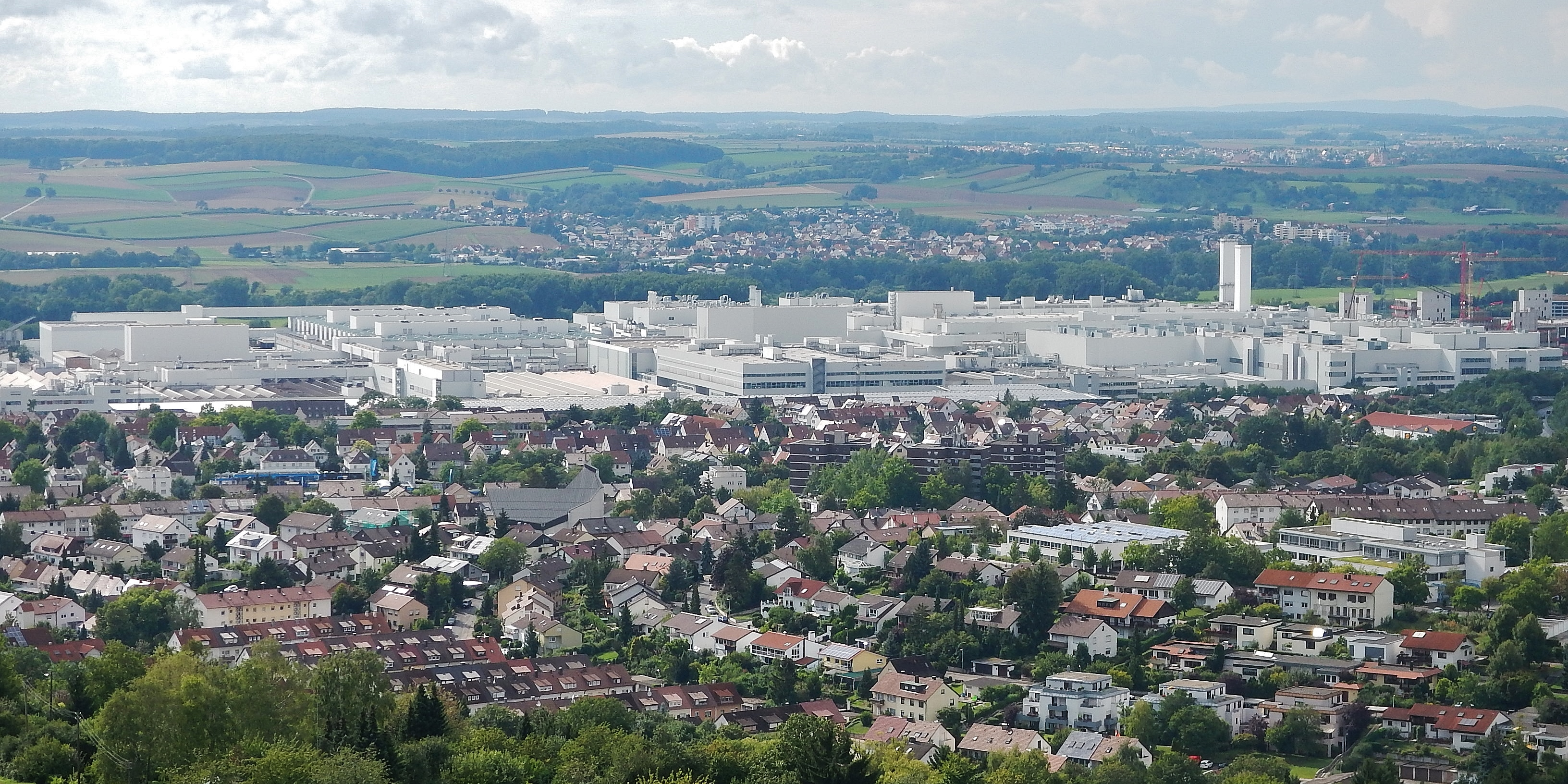
L'usine historique de NSU à Neckarsulm où se trouvait le siège social d'Audi NSU Auto Union AG jusqu'en 1985.

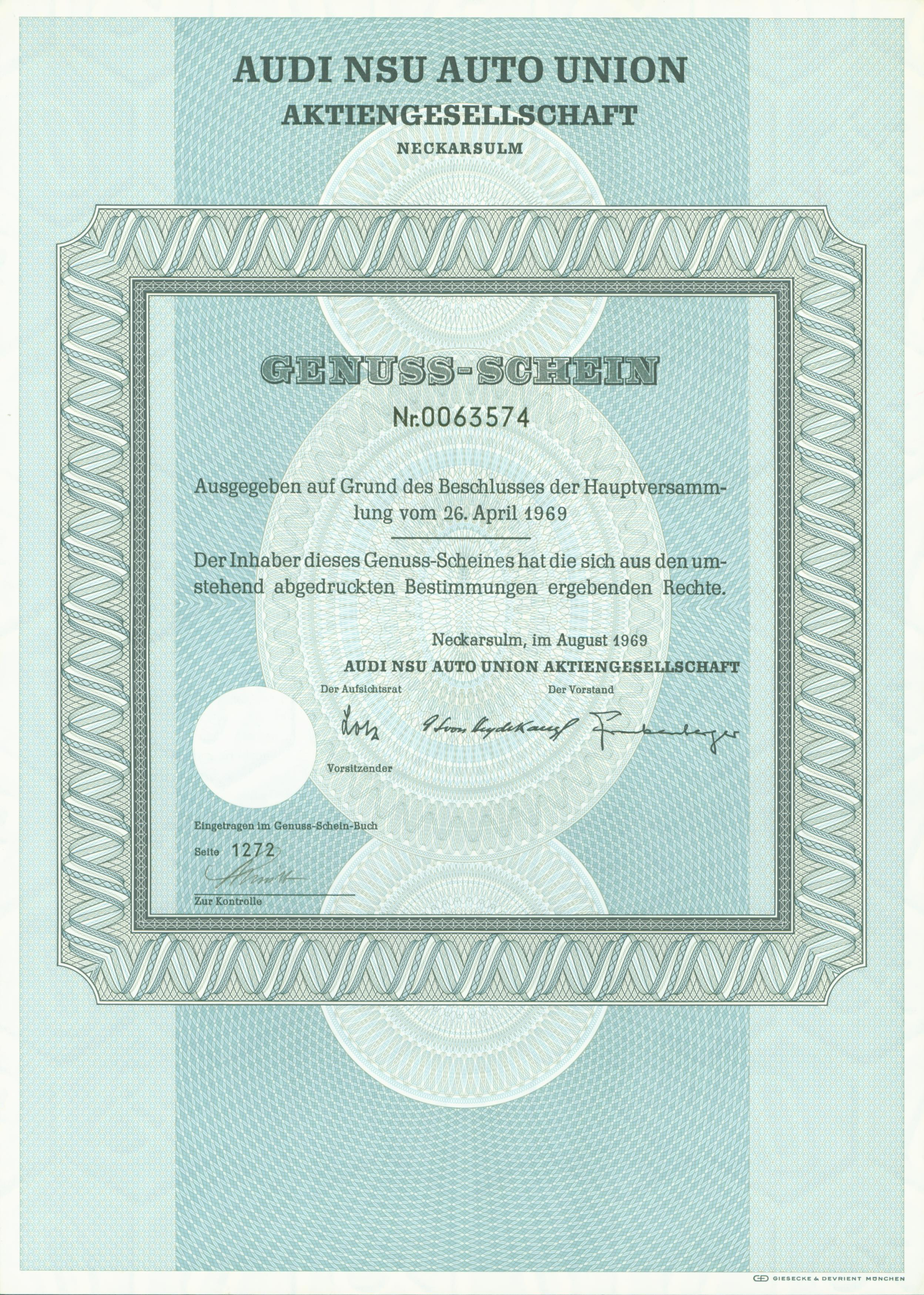
Action de jouissance d'Audi NSU Auto Union AG en date d'août 1969.

En 1964, Auto Union, consortium de quatre marques regroupant : Audi, DKW, Horch et Wanderer est reprise par Volkswagen.
Le 10 mars 1969, à la suite de l'acquisition de NSU Motorenwerke AG toujours par Volkswagen, Auto Union AG et NSU Motorenwerke AG fusionnent et créent ainsi Audi NSU Auto Union AG.
Les quatre anneaux du logo d'Auto Union sont conservés pour l'identité visuelle de la nouvelle marque.
En 1976, Audi fabrique son premier moteur 5 cylindres, en 1979 la technologie turbocompresseur.

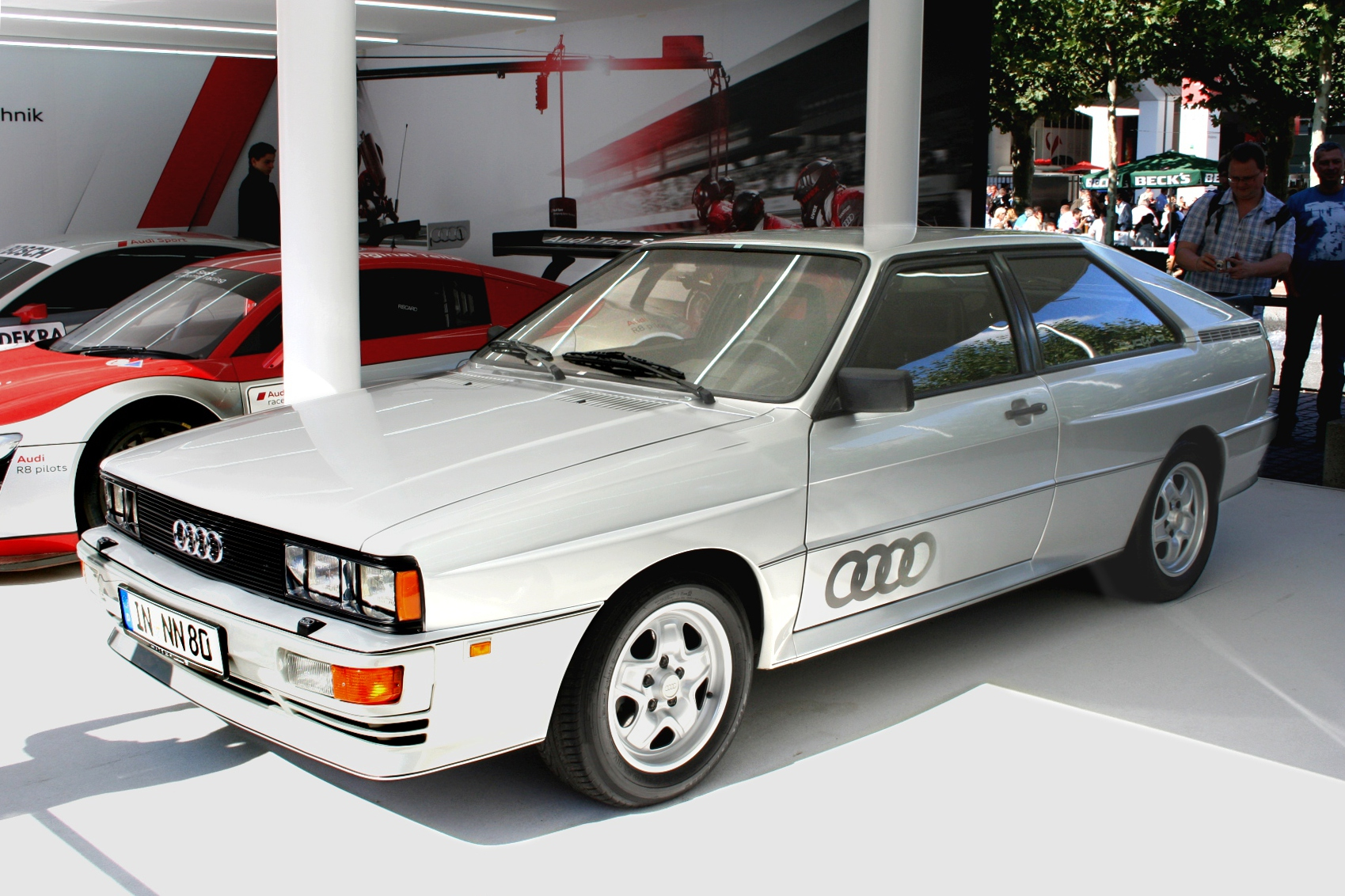
L’Audi Quattro, première automobile de tourisme à transmission intégrale.

Sous l'impulsion de Ferdinand Piëch, petit-fils de Ferdinand Porsche, Audi développe de nombreuses techniques de pointe, Piëch relevant le positionnement d'Audi, alors marque généraliste, pour en faire une marque haut de gamme,. Ainsi, au Salon de Genève 1980, Audi présente le coupé Quattro, une automobile de tourisme à transmission intégrale.
Le 1er janvier 1985, Audi NSU Auto Union AG est renommé Audi AG et transfère son siège social à Ingolstadt.
En 1989, Audi installe le premier moteur Diesel à injection directe du groupe Volkswagen dans l'Audi 100 2.5 TDI et présente sa première voiture hybride : l’Audi 100 Avant quattro-based Duo. En 1996 sort la berline compacte Audi A3 qui rencontre le succès commercial.
En 1998, Audi rachète la marque italienne Lamborghini qui était au bord de la faillite.
Aujourd'hui, Audi est la filiale haut de gamme et la vitrine technologique du groupe Volkswagen.
En août 2015, Nokia vend sa filiale de cartographie Here à un consortium de constructeurs automobiles allemands incluant Daimler-Benz, BMW et Audi pour 2,8 milliards d'euros. La même année, Audi est l'une des quatre marques du groupe impliquées dans l'Affaire Volkswagen liée au trucage de tests d’émissions polluantes, avec près de 2,1 millions de véhicules concernés. En novembre 2019, Audi annonce la suppression de près de 9 500 postes en Allemagne à l'horizon 2025 soit près d'un dixième de ses effectifs. En 2025, l'entreprise annonce la suppression de 7500 nouveaux emplois d'ici 2029.

## Direction de l'entreprise
| Portrait                                                                | Identité                              | Période            | Période            | Durée                      |
| Portrait                                                                | Identité                              | Début              | Fin                | Durée                      |
| ----------------------------------------------------------------------- | ------------------------------------- | ------------------ | ------------------ | -------------------------- |
| Pas de portrait sous licence libre disponible pour Wolfgang R. Habbel.  | Wolfgang R. Habbel (d) (1924 - 2014)  | 1979               | 1988               | 9 ans                      |
| Ferdinand Piëch, 2008.                                                  | Ferdinand Piëch (1937 - 2019)         | 1988               | 1993               | 5 ans                      |
| Pas de portrait sous licence libre disponible pour Franz-Josef Kortüm.  | Franz-Josef Kortüm (d) (né en 1950)   | 1993               | 1994               | 1 an                       |
| Herbert Demel                                                           | Herbert Demel (d) (né en 1953)        | 1994               | 1997               | 3 ans                      |
| Pas de portrait sous licence libre disponible pour Franz-Josef Paefgen. | Franz-Josef Paefgen (en) (né en 1946) | 1998               | 2002               | 4 ans                      |
| Martin Winterkorn, 13 mars 2015.                                        | Martin Winterkorn (né en 1947)        | 1er mars 2002      | 6 décembre 2006    | 4 ans, 9 mois et 5 jours   |
| Rupert Stadler, 6 mars 2018.                                            | Rupert Stadler (né en 1963)           | 6 décembre 2006    | 2 octobre 2018     | 11 ans, 9 mois et 26 jours |
| Abraham Schot, 12 septembre 2019.                                       | Abraham Schot (d) (né en 1961)        | 2 octobre 2018     | 1er avril 2020     | 1 an, 5 mois et 30 jours   |
| Pas de portrait sous licence libre disponible pour Markus Duesmann.     | Markus Duesmann (en) (né en 1969)     | 1er avril 2020     | 1er septembre 2023 | 3 ans et 5 mois            |
| Gernot Döllner                                                          | Gernot Döllner (en) (né en 1969)      | 1er septembre 2023 | En cours           | 1 an, 10 mois et 8 jours   |

## Principaux actionnaires
Au 9 décembre 2019
| Volkswagen                                        | 99,6%   |
| Franklin Mutual Advisers                          | 0,081%  |
| Fidelity Management & Research                    | 0,074%  |
| DJE Kapital AG                                    | 0,016%  |
| TBF Global Asset Management                       | 0,014%  |
| Strategic Advisers                                | 0,011%  |
| M. Elsasser Vermögensverwaltung Wealth Management | 0,0080% |
| Cambiar Investors                                 | 0,0070% |
| Lyxor International Asset Management              | 0,0045% |
| Flossbach von Storch                              | 0,0041% |

## Logotype d'Audi
Le logo d'Audi représente quatre anneaux métallisés entrecroisés qui correspondent à la fusion le 29 juin 1932, de quatre marques préexistantes, Audiwerke, DKW, Horch et Wanderer Verke AG. Pour le centenaire de la marque en 2009, le logo est modifié avec une typographie plus sobre, plus classique, correspondant au positionnement premium de la marque. Il est à nouveau modifié en 2011 avec une ligne d'horizon qui symbolise le slogan de l'entreprise « Vorsprung durch Technik » (l'avance par la technologie).

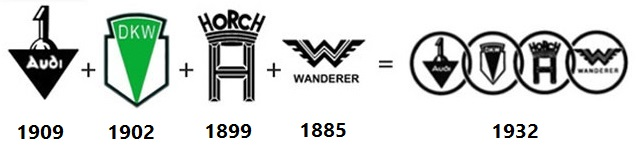
Logo de Audi de 1932 à 1949
Logo de Auto Union de 1949 à 1969
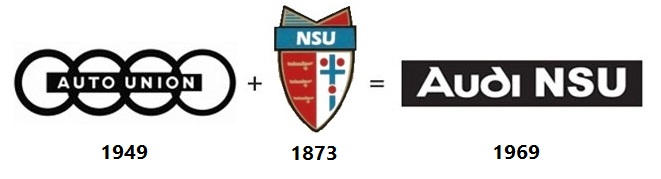
Logo de Audi NSU de 1969 à 1978
Logo de Audi de 1985 à 1995
Logo de Audi de 1995 à 2009
Logo de Audi de 2009 à 2016
Logo de Audi depuis 2016

## Date de création

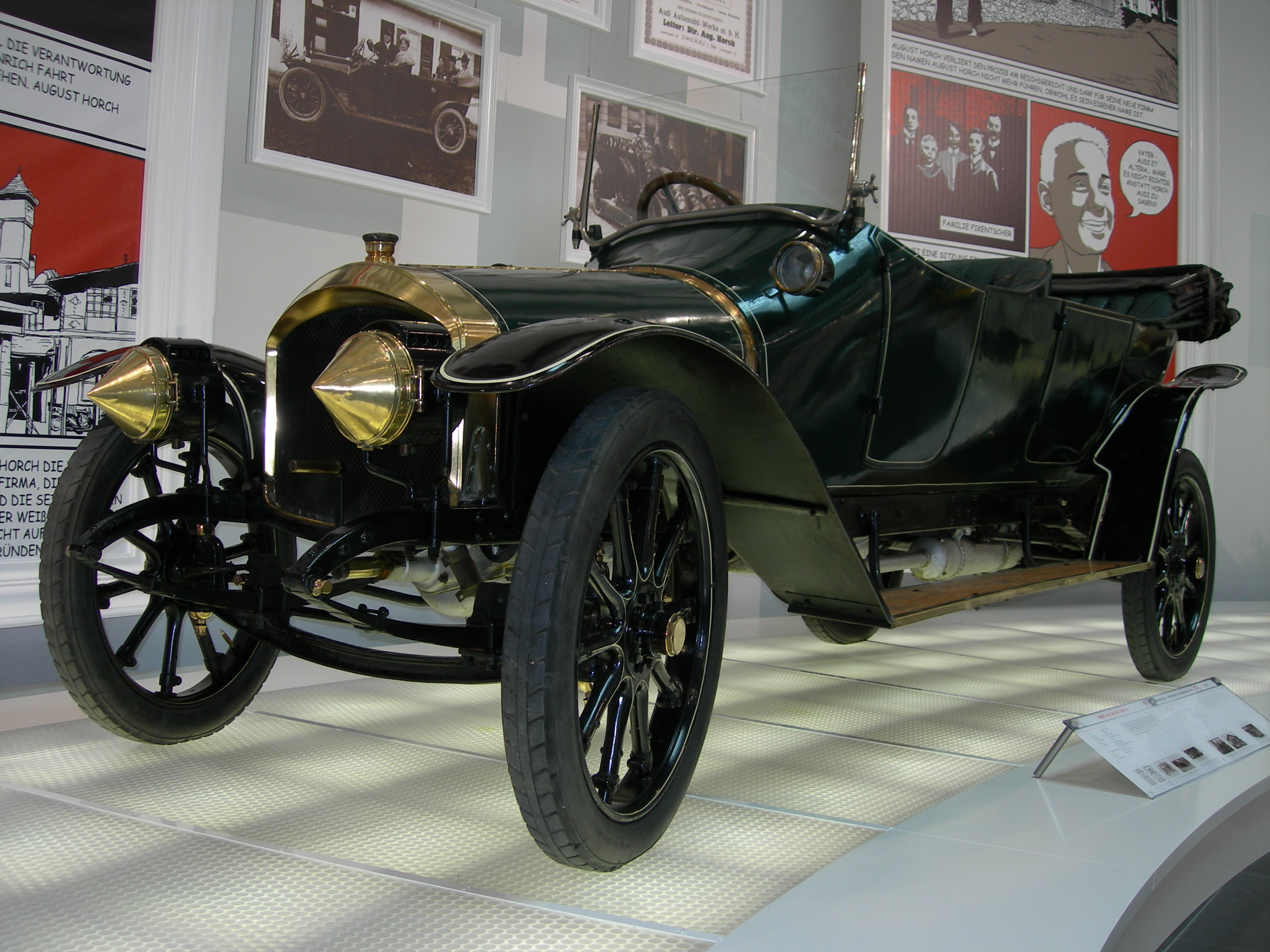
La Type A en 1911
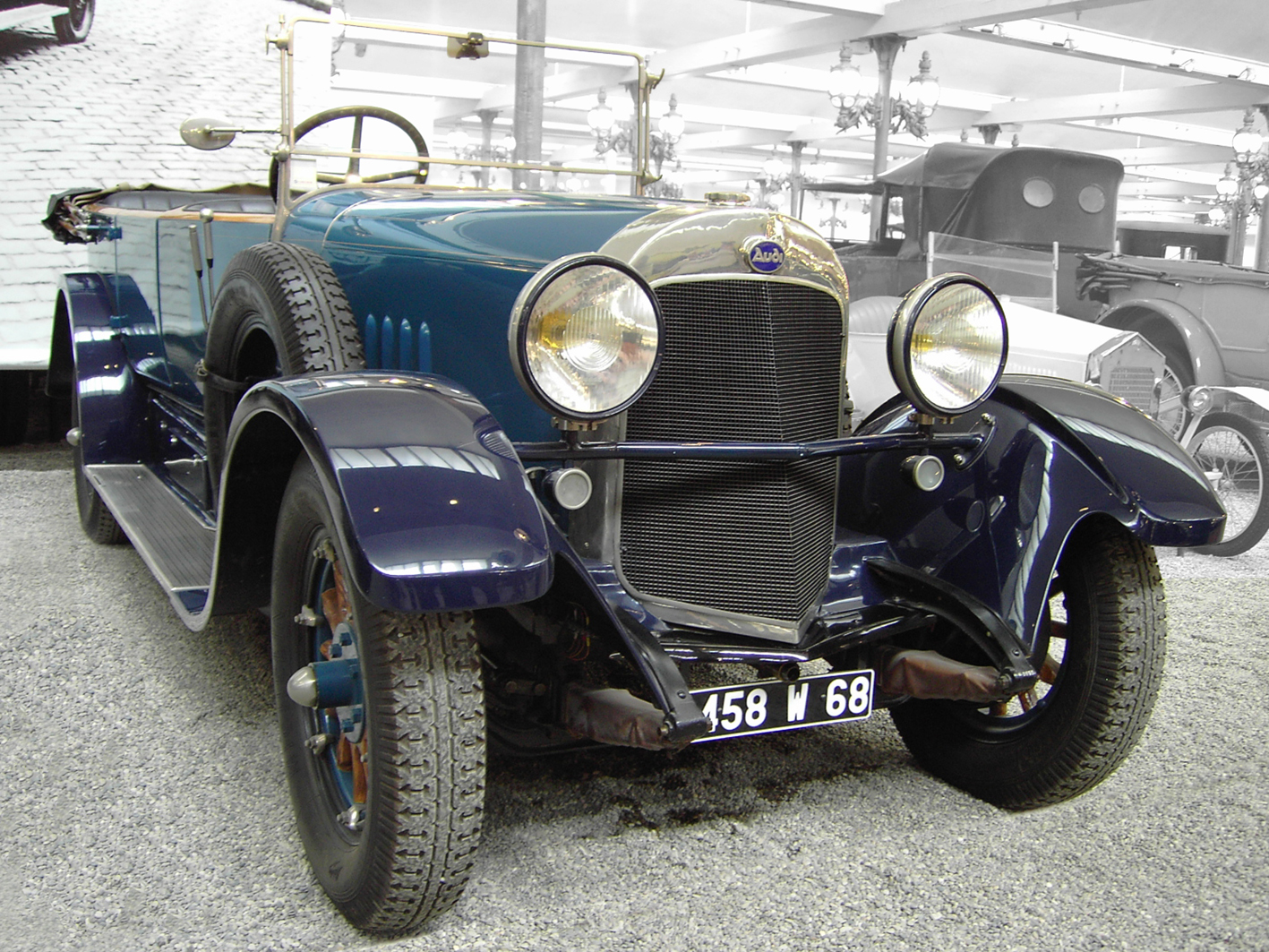
La Type E en 1923

## Automobiles Audi

### Gamme passée
- Audi Type A (1911)
- Audi Type B (1911)
- Audi Type C Alpensieger (1912)
- Audi Type D
- Audi Type E
- Audi Type G
- Audi Type K (1921)
- Audi Type M (1925)
- Audi Type R Imperator (1928)
- Audi Zwickau (1929)
- Audi Type S (1929)
- Audi Type P (1931)
- Audi Type T Dresden (1931)
- Audi-Front (1932)
- Audi UW (1933)
- Audi Front 225 (1935)
- Audi 920 (1938)
- Audi 60 (1965)
- Audi Super 90 (1966)
- NSU Ro 80 (1967, vendue par Audi)
- Audi Super 75 (1968)
- Audi 100 (1969)
- Audi 80 (1972)
- Audi 50 (1974)
- Audi Quattro (1980–1991)
- Audi 80 (1981–1986)
- Audi 100 (1982)
- Audi Coupé GT (1981–1988)
- Audi 200 (1984)
- Audi V8 (1989–1994)
- Audi Coupé (1988–1991)
- Audi 80 (fin 1986–1991)
- Audi 90 (1985–1986 puis 1986–1991)
- Audi 80 (1992–1995)
- Audi S2 (1991–1996)
- Audi RS2 (1994–1995)
- Audi Coupé (1989–1996)
- Audi Cabriolet (1991–2000)
- Audi 100 (1991–1997)
- Audi A2 (2000-2005)

### Gamme actuelle
| Nom (Châssis) | Image               | Classe                 | Carrosserie(s)                                                                            | Date de lancement |
| --- | ------------------- | ---------------------- | ----------------------------------------------------------------------------------------- | --- |
| A1 (2018) | Audi A1 Sportback   | Citadine               | Sportback 5 portes                                                                        | 2018 (A1) |
| A3 / S3 (8V) A3 / S3 Sportback A3 / S3 Berline (2013) A3 / S3 Cabriolet A3 Sportback e-tron RS3 Sportback RS3 Berline | Audi A3 Cabriolet   | Compacte               | Hatchback 3 portes Hatchback 5 portes Cabriolet 2 portes Berline 5 portes                 | 2012 (A3) 2013 (A3 / A3 Sportback / S3 / S3 Sportback) 2015 (RS3 Sportback) 2015 (A3 Sportback e-tron) 2017 (RS3 Berline)           |
| A4 / S4 B9 (8K) A4 / S4 B9 Avant A4 B9 Allroad RS4 Avant                                                              | Audi A4             | Familiale              | Berline 4 portes Break 5 portes Berline « tout-terrain » 5 portes Break Sportive 5 portes | 2015 (A4 / A4 Avant) 2016 (S4 / S4 Avant) 2016 (A4 Allroad) 2017 (RS4 Avant)                                                        |
| A5 / S5 (8T3) A5 / S5 Sportback (8TA) A5 / S5 Cabriolet (8F7) RS5                                                     | Audi A5             | Coupé 4 portes         | Coupé 2 portes Coupé 5 portes (hatchback) Cabriolet 2 portes                              | 2016 (A5) 2017 (S5) 2017 (A5 Sportback) 2016 (A5 Cabriolet) 2017 (RS5)                                                              |
| A6 / S6 C8 (4G) A6 / S6 C8 Avant A6 C6 Allroad Quattro RS6 Avant                                                      | Audi A6             | Grande routière        | Berline 4 portes Break 5 portes Berline « tout-terrain » 5 portes                         | 2018 (A6 / A6 Avant) 2019 (A6 Allroad) 2011 (S6 / S6 Avant) 2008 (RS6 / RS6 Avant)                                                  |
| A7 / S7 / RS7 (4G) | Audi A7             | Grand coupé-Limousine  | Coupé 4 portes (hatchback)                                                                | 2018 (A7) 2011 (S7) 2013 (RS7) |
| A8 / A8 L / A8 W12 (4H) S8 D5                                                                                         | Audi A8             | Limousine              | Berline 4 portes                                                                          | 2018 (A8) 2020 (S8) |
| TT / TTS / TTRS (8S) TT / TTS Roadster                                                                                | Audi TT             | Coupé                  | Coupé 2 portes Cabriolet 2 portes                                                         | 2014 |
| Q2 | Audi Q2             | SUV                    | SUV 5 Portes                                                                              | 2016 (Q2) 2018 (SQ2) |
| Q3 | Audi Q3             | SUV                    | SUV 5 portes                                                                              | 2018 (Q3) |
| Q4 e-tron | Audi Q4 e-tron      | SUV Compact électrique | SUV 5 Portes                                                                              | 2021 2022 |
| Q5 / SQ5 | Audi Q5             | SUV                    | SUV 5 portes                                                                              | 2024 (Q5 / SQ5) |
| Q8 e-tron | Audi e-tron Quattro | SUV électrique         | SUV 5 portes                                                                              | 2019 (e-tron quattro) |
| Q7/Q7 V12 / SQ7 | Audi Q7             | SUV                    | SUV 5 portes                                                                              | 2006 (Q7) 2010 (Q7 V12) 2015 (Q7)                                                                                                   |
| Q8 / SQ8 | Audi Q8             | SUV                    | SUV 5 portes                                                                              | 2018 (Q8) |
| R8 V8 / V10 / V10 Plus R8 V8 / V10 / V10 Plus Spyder (42)                                                             | Audi R8             | S/Sportive             | Coupé 2 portes Cabriolet 2 portes                                                         | 2015 (R8) 2007 (R8 Spyder) 2015 (R8 V10) 2ème Version 2015 (R8 Spyder) 2ème Version 2018 (R8 RWS) Traction 2018 (R8 V6) 6 Cylindres |

### Concept cars
- Audi Pik Ass (1973)
- Audi Quartz (1981)
- Audi Quattro Spyder (1991)
- Audi Avus Quattro (1991)
- Audi Rosemeyer (2000)
- Audi Avantissimo (2001)
- Audi Steppenwolf (2001)
- Audi Nuvolari Quattro (2003)
- Audi Pikes Peak Quattro (2003)
- Audi Le Mans Quattro (2003)
- Audi RSQ (2004)
- Audi Shooting Brake (2005)
- Audi Nero (2006)
- Audi Roadjet (2006)

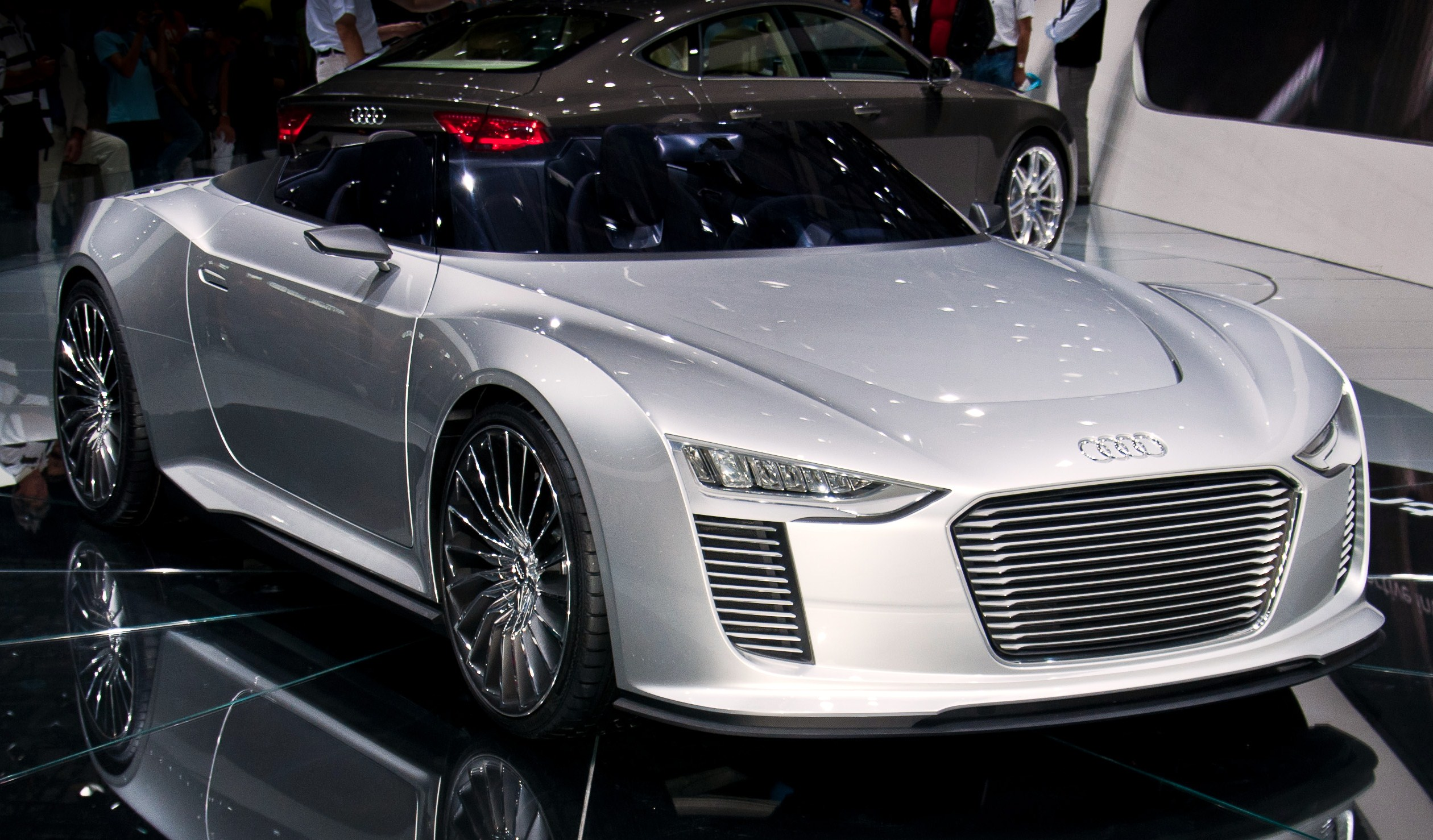
Audi e-tron Spyder (2011)

- Audi Cross Cabriolet Quattro (2007)
- Audi Metroproject Quattro (2007)
- Audi A1 Project Quattro Concept (2008)
- Audi TT Clubsport Quattro Concept (2008)
- Audi R8 TDI Le Mans Concept (2008)
- Audi Sportback Concept (2009)
- Audi Quattro Concept (2010)
- Audi A1 e-tron (2011)
- Audi e-tron Spyder (2011)
- Audi A1 clubsport quattro (2011)
- Audi Crosslane coupé Concept (2012)
- Audi Nanuk quattro Concept (2013)
- Audi Sport quattro Concept (2013)
- Audi Prologue Concept (2014)
- Audi Allroad Shooting Brake Concept (2014)
- Audi Prologue Avant Concept (2015)
- Audi e-tron quattro Concept (2015)
- Audi h-tron quattro Concept (2016)
- Audi Elaine (2017)
- Audi PB18 e-tron (2018)
- Audi e-tron GT concept (2018)
- Audi Q4 e-tron (2019)
- Audi AI:ME (2019)
- Audi AI:CON (2019)
- Audi AI:TRAIL (2019)
- Audi AI:RACE (2019)
- Audi RS6 GTO Concept[20] (2019)
- Audi Grandsphere (2021)[21]
- Audi Skysphere Concept[22] (2021)
- Audi A6 e-tron Concept (2021)[23]
- Audi A6 Avant e-tron Concept (2022)[24]
- Audi Urbansphère (2022)[25]
- Audi Activesphere Concept (2022)[26]
- Audi Concept E (2024)[27]

### Modèles virtuels
- Audi RSQ e-tron, dans le film d'animation Les Incognitos (2019)

## Chiffres de ventes

### Ventes par modèles
|      | A1      | A2      | A3      | A4      | A5      | A6      | A7     | A8     | Q3      | Q5      | Q7     | TT     | R8    |
| ---- | ------- | ------- | ------- | ------- | ------- | ------- | ------ | ------ | ------- | ------- | ------ | ------ | ----- |
| 2004 | —       | 19 745  | 181 274 | 345 231 | —       | 195 529 | —      | 22 429 | —       | —       | —      | 23 605 | —     |
| 2005 | —       | 10 026  | 224 961 | 337 705 | —       | 215 437 | —      | 21 515 | —       | —       | 1 185  | 12 307 | —     |
| 2006 | —       | 231 117 | 289 806 | 25 549  | 243 842 | —       | 22 182 | —      | 162     | 77 395  | 56 766 | 4 125  | 164   |
| 2007 | —       | —       | 231 117 | 289 806 | 25 549  | 243 842 | —      | 22 182 | —       | 162     | 77 395 | 56 766 | 4 125 |
| 2008 | —       | —       | 222 164 | 378 885 | 57 650  | 214 074 | —      | 20 140 | —       | 20 324  | 59 008 | 41 789 | 5 656 |
| 2009 | —       | —       | 206 747 | 282 033 | 84 883  | 182 090 | —      | 8 599  | —       | 105 074 | 27 929 | 22 821 | 2 101 |
| 2010 | 51 937  | —       | 198 974 | 306 291 | 111 270 | 211 256 | 8 496  | 22 435 | —       | 154 604 | 48 937 | 26 217 | 3 485 |
| 2011 | 117 566 | —       | 189 068 | 330 222 | 111 758 | 241 888 | 37 301 | 38 542 | 19 654  | 191 987 | 53 707 | 25 508 | 3 551 |
| 2012 | 123 111 | —       | 156 577 | 329 951 | 103 357 | 285 000 | 28 950 | 35 932 | 106 919 | 209 895 | 55 106 | 21 880 | 2 241 |
| 2013 | 120 520 | —       | 218 284 | 337 990 | 98 207  | 288 697 | 30 962 | 39 757 | 152 156 | 231 466 | 63 543 | 18 358 | 2 500 |
| 2014 |         | —       |         |         |         |         |        |        |         |         |        |        |       |
| 2015 | 56 250  | —       | 195 298 | 157 229 | 42 450  | 149 022 | 14 399 | 15 892 | 100 922 | 126 203 | 29 007 | 14 285 | 1 315 |
| 2016 | 62 046  | —       | 194 102 | 176 607 | 37 463  | 140 808 | 13 404 | 12 273 | 114 555 | 133 177 | 50 352 | 17 652 | 1 408 |

### Ventes totales
En 2008, le constructeur aux anneaux dépasse pour la première fois la barre du million de véhicules vendus en année pleine.
| 700 000 |           |           |           |           | 800 000   |           |           |           |           | 900 000   |           |           |           |           | 1 000 000 |           |           |           |           | 1 100 000 |           |           |           |           | 1 200 000 |           |           |           |           | 1 300 000 |           |           |           |           | 1 400 000 |           |           |           |           | 1 500 000 |           |           |           |           | 1 600 000 |           |           |           |           | 1 700 000 |           |           |           |           | 1 800 000 |           |           |           |           | 1 900 000 |  |  |  |  |  |  |  |  |  |
| 2003    | 769 893   | 769 893   | 769 893   | 769 893   |           |           |           |           |           |           |           |           |           |           |           |           |           |           |           |           |           |           |           |           |           |           |           |           |           |           |           |           |           |           |           |           |           |           |           |           |           |           |           |           |           |           |           |           |           |           |           |           |           |           |           |           |           |           |           |           |  |  |  |  |  |  |  |  |  |
| 2006    | 905 100   | 905 100   | 905 100   | 905 100   | 905 100   | 905 100   | 905 100   | 905 100   | 905 100   | 905 100   | 905 100   |           |           |           |           |           |           |           |           |           |           |           |           |           |           |           |           |           |           |           |           |           |           |           |           |           |           |           |           |           |           |           |           |           |           |           |           |           |           |           |           |           |           |           |           |           |           |           |           |           |  |  |  |  |  |  |  |  |  |
| 2007    | 964 200   | 964 200   | 964 200   | 964 200   | 964 200   | 964 200   | 964 200   | 964 200   | 964 200   | 964 200   | 964 200   | 964 200   | 964 200   | 964 200   |           |           |           |           |           |           |           |           |           |           |           |           |           |           |           |           |           |           |           |           |           |           |           |           |           |           |           |           |           |           |           |           |           |           |           |           |           |           |           |           |           |           |           |           |           |           |  |  |  |  |  |  |  |  |  |
| 2008    | 1 003 469 | 1 003 469 | 1 003 469 | 1 003 469 | 1 003 469 | 1 003 469 | 1 003 469 | 1 003 469 | 1 003 469 | 1 003 469 | 1 003 469 | 1 003 469 | 1 003 469 | 1 003 469 | 1 003 469 | 1 003 469 |           |           |           |           |           |           |           |           |           |           |           |           |           |           |           |           |           |           |           |           |           |           |           |           |           |           |           |           |           |           |           |           |           |           |           |           |           |           |           |           |           |           |           |           |  |  |  |  |  |  |  |  |  |
| 2009    | 999 700   | 999 700   | 999 700   | 999 700   | 999 700   | 999 700   | 999 700   | 999 700   | 999 700   | 999 700   | 999 700   | 999 700   | 999 700   | 999 700   | 999 700   |           |           |           |           |           |           |           |           |           |           |           |           |           |           |           |           |           |           |           |           |           |           |           |           |           |           |           |           |           |           |           |           |           |           |           |           |           |           |           |           |           |           |           |           |           |  |  |  |  |  |  |  |  |  |
| 2010    | 1 092 000 | 1 092 000 | 1 092 000 | 1 092 000 | 1 092 000 | 1 092 000 | 1 092 000 | 1 092 000 | 1 092 000 | 1 092 000 | 1 092 000 | 1 092 000 | 1 092 000 | 1 092 000 | 1 092 000 | 1 092 000 | 1 092 000 | 1 092 000 | 1 092 000 | 1 092 000 |           |           |           |           |           |           |           |           |           |           |           |           |           |           |           |           |           |           |           |           |           |           |           |           |           |           |           |           |           |           |           |           |           |           |           |           |           |           |           |           |  |  |  |  |  |  |  |  |  |
| 2011    | 1 302 650 | 1 302 650 | 1 302 650 | 1 302 650 | 1 302 650 | 1 302 650 | 1 302 650 | 1 302 650 | 1 302 650 | 1 302 650 | 1 302 650 | 1 302 650 | 1 302 650 | 1 302 650 | 1 302 650 | 1 302 650 | 1 302 650 | 1 302 650 | 1 302 650 | 1 302 650 | 1 302 650 | 1 302 650 | 1 302 650 | 1 302 650 | 1 302 650 | 1 302 650 | 1 302 650 | 1 302 650 | 1 302 650 | 1 302 650 | 1 302 650 |           |           |           |           |           |           |           |           |           |           |           |           |           |           |           |           |           |           |           |           |           |           |           |           |           |           |           |           |           |  |  |  |  |  |  |  |  |  |
| 2012    | 1 455 100 | 1 455 100 | 1 455 100 | 1 455 100 | 1 455 100 | 1 455 100 | 1 455 100 | 1 455 100 | 1 455 100 | 1 455 100 | 1 455 100 | 1 455 100 | 1 455 100 | 1 455 100 | 1 455 100 | 1 455 100 | 1 455 100 | 1 455 100 | 1 455 100 | 1 455 100 | 1 455 100 | 1 455 100 | 1 455 100 | 1 455 100 | 1 455 100 | 1 455 100 | 1 455 100 | 1 455 100 | 1 455 100 | 1 455 100 | 1 455 100 | 1 455 100 | 1 455 100 | 1 455 100 | 1 455 100 | 1 455 100 | 1 455 100 | 1 455 100 |           |           |           |           |           |           |           |           |           |           |           |           |           |           |           |           |           |           |           |           |           |           |  |  |  |  |  |  |  |  |  |
| 2013    | 1 575 000 | 1 575 000 | 1 575 000 | 1 575 000 | 1 575 000 | 1 575 000 | 1 575 000 | 1 575 000 | 1 575 000 | 1 575 000 | 1 575 000 | 1 575 000 | 1 575 000 | 1 575 000 | 1 575 000 | 1 575 000 | 1 575 000 | 1 575 000 | 1 575 000 | 1 575 000 | 1 575 000 | 1 575 000 | 1 575 000 | 1 575 000 | 1 575 000 | 1 575 000 | 1 575 000 | 1 575 000 | 1 575 000 | 1 575 000 | 1 575 000 | 1 575 000 | 1 575 000 | 1 575 000 | 1 575 000 | 1 575 000 | 1 575 000 | 1 575 000 | 1 575 000 | 1 575 000 | 1 575 000 | 1 575 000 | 1 575 000 |           |           |           |           |           |           |           |           |           |           |           |           |           |           |           |           |           |  |  |  |  |  |  |  |  |  |
| 2014    | 1 741 100 | 1 741 100 | 1 741 100 | 1 741 100 | 1 741 100 | 1 741 100 | 1 741 100 | 1 741 100 | 1 741 100 | 1 741 100 | 1 741 100 | 1 741 100 | 1 741 100 | 1 741 100 | 1 741 100 | 1 741 100 | 1 741 100 | 1 741 100 | 1 741 100 | 1 741 100 | 1 741 100 | 1 741 100 | 1 741 100 | 1 741 100 | 1 741 100 | 1 741 100 | 1 741 100 | 1 741 100 | 1 741 100 | 1 741 100 | 1 741 100 | 1 741 100 | 1 741 100 | 1 741 100 | 1 741 100 | 1 741 100 | 1 741 100 | 1 741 100 | 1 741 100 | 1 741 100 | 1 741 100 | 1 741 100 | 1 741 100 | 1 741 100 | 1 741 100 | 1 741 100 | 1 741 100 | 1 741 100 | 1 741 100 | 1 741 100 | 1 741 100 | 1 741 100 | 1 741 100 |           |           |           |           |           |           |           |  |  |  |  |  |  |  |  |  |
| 2015    | 1 803 250 | 1 803 250 | 1 803 250 | 1 803 250 | 1 803 250 | 1 803 250 | 1 803 250 | 1 803 250 | 1 803 250 | 1 803 250 | 1 803 250 | 1 803 250 | 1 803 250 | 1 803 250 | 1 803 250 | 1 803 250 | 1 803 250 | 1 803 250 | 1 803 250 | 1 803 250 | 1 803 250 | 1 803 250 | 1 803 250 | 1 803 250 | 1 803 250 | 1 803 250 | 1 803 250 | 1 803 250 | 1 803 250 | 1 803 250 | 1 803 250 | 1 803 250 | 1 803 250 | 1 803 250 | 1 803 250 | 1 803 250 | 1 803 250 | 1 803 250 | 1 803 250 | 1 803 250 | 1 803 250 | 1 803 250 | 1 803 250 | 1 803 250 | 1 803 250 | 1 803 250 | 1 803 250 | 1 803 250 | 1 803 250 | 1 803 250 | 1 803 250 | 1 803 250 | 1 803 250 | 1 803 250 | 1 803 250 | 1 803 250 |           |           |           |           |  |  |  |  |  |  |  |  |  |
| 2016    | 1 871 350 | 1 871 350 | 1 871 350 | 1 871 350 | 1 871 350 | 1 871 350 | 1 871 350 | 1 871 350 | 1 871 350 | 1 871 350 | 1 871 350 | 1 871 350 | 1 871 350 | 1 871 350 | 1 871 350 | 1 871 350 | 1 871 350 | 1 871 350 | 1 871 350 | 1 871 350 | 1 871 350 | 1 871 350 | 1 871 350 | 1 871 350 | 1 871 350 | 1 871 350 | 1 871 350 | 1 871 350 | 1 871 350 | 1 871 350 | 1 871 350 | 1 871 350 | 1 871 350 | 1 871 350 | 1 871 350 | 1 871 350 | 1 871 350 | 1 871 350 | 1 871 350 | 1 871 350 | 1 871 350 | 1 871 350 | 1 871 350 | 1 871 350 | 1 871 350 | 1 871 350 | 1 871 350 | 1 871 350 | 1 871 350 | 1 871 350 | 1 871 350 | 1 871 350 | 1 871 350 | 1 871 350 | 1 871 350 | 1 871 350 | 1 871 350 | 1 871 350 | 1 871 350 |           |  |  |  |  |  |  |  |  |  |
| 2017    | 1 878 100 | 1 878 100 | 1 878 100 | 1 878 100 | 1 878 100 | 1 878 100 | 1 878 100 | 1 878 100 | 1 878 100 | 1 878 100 | 1 878 100 | 1 878 100 | 1 878 100 | 1 878 100 | 1 878 100 | 1 878 100 | 1 878 100 | 1 878 100 | 1 878 100 | 1 878 100 | 1 878 100 | 1 878 100 | 1 878 100 | 1 878 100 | 1 878 100 | 1 878 100 | 1 878 100 | 1 878 100 | 1 878 100 | 1 878 100 | 1 878 100 | 1 878 100 | 1 878 100 | 1 878 100 | 1 878 100 | 1 878 100 | 1 878 100 | 1 878 100 | 1 878 100 | 1 878 100 | 1 878 100 | 1 878 100 | 1 878 100 | 1 878 100 | 1 878 100 | 1 878 100 | 1 878 100 | 1 878 100 | 1 878 100 | 1 878 100 | 1 878 100 | 1 878 100 | 1 878 100 | 1 878 100 | 1 878 100 | 1 878 100 | 1 878 100 | 1 878 100 | 1 878 100 |           |  |  |  |  |  |  |  |  |  |
| 2018    | 1 812 500 | 1 812 500 | 1 812 500 | 1 812 500 | 1 812 500 | 1 812 500 | 1 812 500 | 1 812 500 | 1 812 500 | 1 812 500 | 1 812 500 | 1 812 500 | 1 812 500 | 1 812 500 | 1 812 500 | 1 812 500 | 1 812 500 | 1 812 500 | 1 812 500 | 1 812 500 | 1 812 500 | 1 812 500 | 1 812 500 | 1 812 500 | 1 812 500 | 1 812 500 | 1 812 500 | 1 812 500 | 1 812 500 | 1 812 500 | 1 812 500 | 1 812 500 | 1 812 500 | 1 812 500 | 1 812 500 | 1 812 500 | 1 812 500 | 1 812 500 | 1 812 500 | 1 812 500 | 1 812 500 | 1 812 500 | 1 812 500 | 1 812 500 | 1 812 500 | 1 812 500 | 1 812 500 | 1 812 500 | 1 812 500 | 1 812 500 | 1 812 500 | 1 812 500 | 1 812 500 | 1 812 500 | 1 812 500 | 1 812 500 | 1 812 500 |           |           |           |  |  |  |  |  |  |  |  |  |
| 2019    | 1 845 550 | 1 845 550 | 1 845 550 | 1 845 550 | 1 845 550 | 1 845 550 | 1 845 550 | 1 845 550 | 1 845 550 | 1 845 550 | 1 845 550 | 1 845 550 | 1 845 550 | 1 845 550 | 1 845 550 | 1 845 550 | 1 845 550 | 1 845 550 | 1 845 550 | 1 845 550 | 1 845 550 | 1 845 550 | 1 845 550 | 1 845 550 | 1 845 550 | 1 845 550 | 1 845 550 | 1 845 550 | 1 845 550 | 1 845 550 | 1 845 550 | 1 845 550 | 1 845 550 | 1 845 550 | 1 845 550 | 1 845 550 | 1 845 550 | 1 845 550 | 1 845 550 | 1 845 550 | 1 845 550 | 1 845 550 | 1 845 550 | 1 845 550 | 1 845 550 | 1 845 550 | 1 845 550 | 1 845 550 | 1 845 550 | 1 845 550 | 1 845 550 | 1 845 550 | 1 845 550 | 1 845 550 | 1 845 550 | 1 845 550 | 1 845 550 | 1 845 550 |           |           |  |  |  |  |  |  |  |  |  |
| 2020    | 1 692 773 | 1 692 773 | 1 692 773 | 1 692 773 | 1 692 773 | 1 692 773 | 1 692 773 | 1 692 773 | 1 692 773 | 1 692 773 | 1 692 773 | 1 692 773 | 1 692 773 | 1 692 773 | 1 692 773 | 1 692 773 | 1 692 773 | 1 692 773 | 1 692 773 | 1 692 773 | 1 692 773 | 1 692 773 | 1 692 773 | 1 692 773 | 1 692 773 | 1 692 773 | 1 692 773 | 1 692 773 | 1 692 773 | 1 692 773 | 1 692 773 | 1 692 773 | 1 692 773 | 1 692 773 | 1 692 773 | 1 692 773 | 1 692 773 | 1 692 773 | 1 692 773 | 1 692 773 | 1 692 773 | 1 692 773 | 1 692 773 | 1 692 773 | 1 692 773 | 1 692 773 | 1 692 773 | 1 692 773 | 1 692 773 | 1 692 773 |           |           |           |           |           |           |           |           |           |           |  |  |  |  |  |  |  |  |  |
| 2021    | 1 680 512 | 1 680 512 | 1 680 512 | 1 680 512 | 1 680 512 | 1 680 512 | 1 680 512 | 1 680 512 | 1 680 512 | 1 680 512 | 1 680 512 | 1 680 512 | 1 680 512 | 1 680 512 | 1 680 512 | 1 680 512 | 1 680 512 | 1 680 512 | 1 680 512 | 1 680 512 | 1 680 512 | 1 680 512 | 1 680 512 | 1 680 512 | 1 680 512 | 1 680 512 | 1 680 512 | 1 680 512 | 1 680 512 | 1 680 512 | 1 680 512 | 1 680 512 | 1 680 512 | 1 680 512 | 1 680 512 | 1 680 512 | 1 680 512 | 1 680 512 | 1 680 512 | 1 680 512 | 1 680 512 | 1 680 512 | 1 680 512 | 1 680 512 | 1 680 512 | 1 680 512 | 1 680 512 | 1 680 512 | 1 680 512 | 1 680 512 |           |           |           |           |           |           |           |           |           |           |  |  |  |  |  |  |  |  |  |
| 2022    | 1 614 231 | 1 614 231 | 1 614 231 | 1 614 231 | 1 614 231 | 1 614 231 | 1 614 231 | 1 614 231 | 1 614 231 | 1 614 231 | 1 614 231 | 1 614 231 | 1 614 231 | 1 614 231 | 1 614 231 | 1 614 231 | 1 614 231 | 1 614 231 | 1 614 231 | 1 614 231 | 1 614 231 | 1 614 231 | 1 614 231 | 1 614 231 | 1 614 231 | 1 614 231 | 1 614 231 | 1 614 231 | 1 614 231 | 1 614 231 | 1 614 231 | 1 614 231 | 1 614 231 | 1 614 231 | 1 614 231 | 1 614 231 | 1 614 231 | 1 614 231 | 1 614 231 | 1 614 231 | 1 614 231 | 1 614 231 | 1 614 231 | 1 614 231 | 1 614 231 | 1 614 231 | 1 614 231 |           |           |           |           |           |           |           |           |           |           |           |           |           |  |  |  |  |  |  |  |  |  |
| 2023    | 1 895 240 | 1 895 240 | 1 895 240 | 1 895 240 | 1 895 240 | 1 895 240 | 1 895 240 | 1 895 240 | 1 895 240 | 1 895 240 | 1 895 240 | 1 895 240 | 1 895 240 | 1 895 240 | 1 895 240 | 1 895 240 | 1 895 240 | 1 895 240 | 1 895 240 | 1 895 240 | 1 895 240 | 1 895 240 | 1 895 240 | 1 895 240 | 1 895 240 | 1 895 240 | 1 895 240 | 1 895 240 | 1 895 240 | 1 895 240 | 1 895 240 | 1 895 240 | 1 895 240 | 1 895 240 | 1 895 240 | 1 895 240 | 1 895 240 | 1 895 240 | 1 895 240 | 1 895 240 | 1 895 240 | 1 895 240 | 1 895 240 | 1 895 240 | 1 895 240 | 1 895 240 | 1 895 240 | 1 895 240 | 1 895 240 | 1 895 240 | 1 895 240 | 1 895 240 | 1 895 240 | 1 895 240 | 1 895 240 | 1 895 240 | 1 895 240 | 1 895 240 | 1 895 240 | 1 895 240 |  |  |  |  |  |  |  |  |  |
| 2024    | 1 671 218 | 1 671 218 | 1 671 218 | 1 671 218 | 1 671 218 | 1 671 218 | 1 671 218 | 1 671 218 | 1 671 218 | 1 671 218 | 1 671 218 | 1 671 218 | 1 671 218 | 1 671 218 | 1 671 218 | 1 671 218 | 1 671 218 | 1 671 218 | 1 671 218 | 1 671 218 | 1 671 218 | 1 671 218 | 1 671 218 | 1 671 218 | 1 671 218 | 1 671 218 | 1 671 218 | 1 671 218 | 1 671 218 | 1 671 218 | 1 671 218 | 1 671 218 | 1 671 218 | 1 671 218 | 1 671 218 | 1 671 218 | 1 671 218 | 1 671 218 | 1 671 218 | 1 671 218 | 1 671 218 | 1 671 218 | 1 671 218 | 1 671 218 | 1 671 218 | 1 671 218 | 1 671 218 | 1 671 218 | 1 671 218 | 1 671 218 |           |           |           |           |           |           |           |           |           |           |  |  |  |  |  |  |  |  |  |

## Lieux de production
- Usine de Bruxelles en ( Belgique) pour l'E-tron et E-tron Sportback
- Usine de Ingolstadt en ( Allemagne) pour les A3, A4, A5, Q2, TT
- Usine de San Jose Chiapa au ( Mexique) pour le Q5
- Usine de Neckarsulm en ( Allemagne)pour les A6, A7, A8, R8, A2
- Usine de Martorell (usine Seat) en ( Espagne) pour la Q3
- Usine de Győr en ( Hongrie) pour les A3 cabriolet, TT
- Usine de Changchun en ( Chine) pour l'A4

Assemblage
- Usine de Aurangabad (usine Skoda) en ( Inde) pour les A4, A6, Q5, Q7
- Usine en ( Afrique du Sud) pour l'Audi 100

## Innovations technologiques

### Audi Space Frame
Le concept Audi Space Frame (ASF) est une innovation Audi : l’ossature totale (Audi A2 et A8) ou partielle (Audi TT et R8) de l’automobile est fabriquée avec de l’aluminium seul ou allié à de l’acier. La rigidité de ce type de coque est supérieure à l’équivalent en acier et permet une meilleure tenue de route ainsi qu'une meilleure absorption des chocs lors de crash tests. D’autre part, le gain de poids est de l’ordre de 25 %. Audi reçoit le « Titre européen de l'inventeur de l'année 2008 » pour la conception de l’ASF.

## Sport automobile
Le département Audi Sport est créé en 1978, année qui voit l’Audi 80 faire ses premiers essais dans le Rallye d’Allemagne pour le championnat du monde.
Audi remporte par la suite plusieurs épreuves de compétition automobile dans ces rallyes, ainsi que les titres constructeurs en 1982 et 1984. En perte de vitesse, Audi se retire du championnat à l’aube des années 1990, et concentre ses efforts sur le championnat DTM qu’il remporte en 1990 et 1991. 

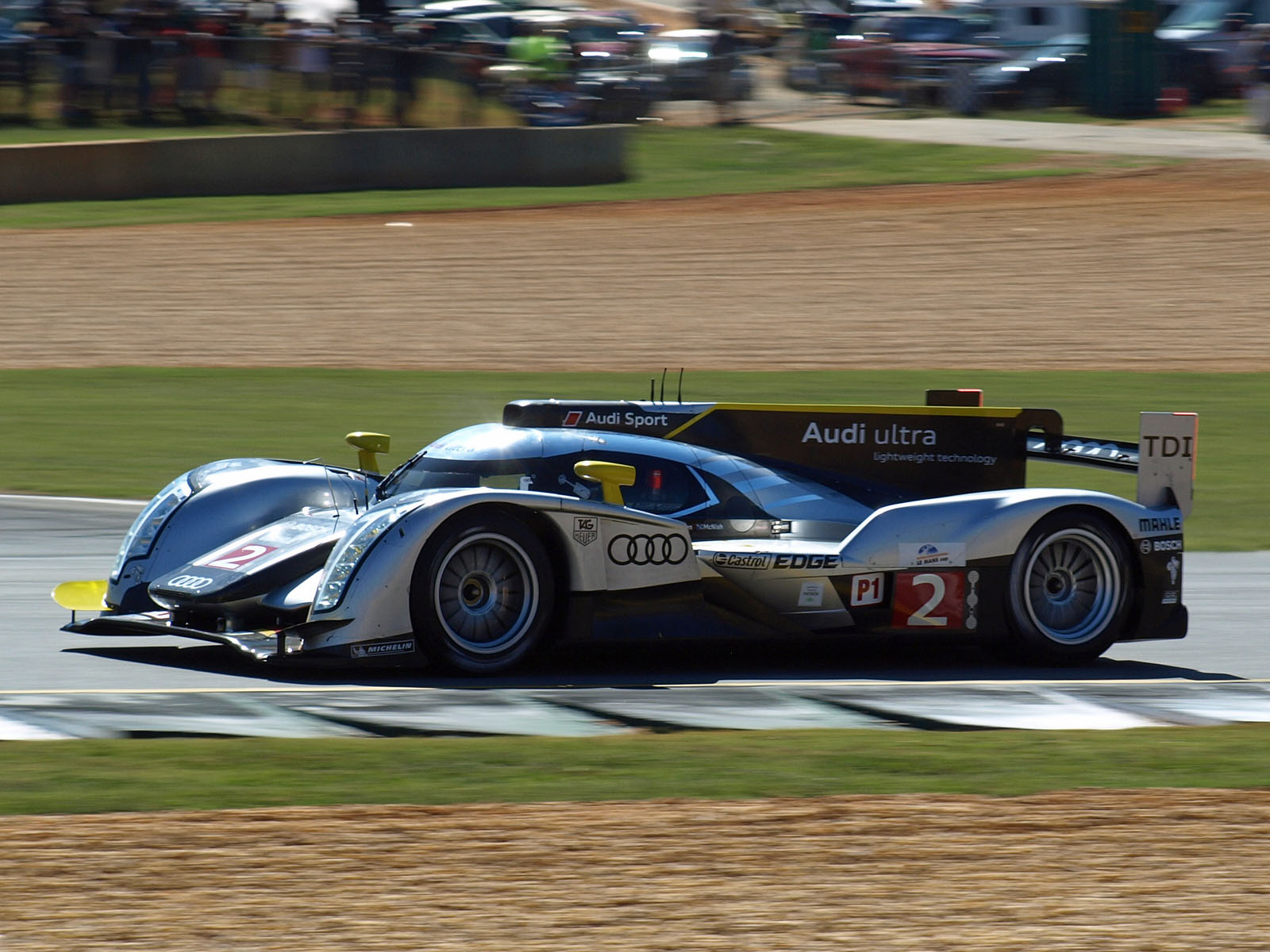
L’Audi R18 TDI.

En 1999, Audi lance un programme pour les 24 Heures du Mans et l'endurance en partenariat avec le Joest Racing. La première participation est satisfaisante : (3e et 4e position). Puis Audi revient en 2000 avec une voiture modifiée, la R8. La voiture est inscrite en championnat ALMS et va s'imposer très largement face aux BMW Motorsport, Panoz, ou encore Cadillac.  Audi confirme sa domination sur l’épreuve mythique mancelle en reportant également les 24 Heures du Mans 2001 et 2002, puis, par le biais d'équipes privées, les 24 Heures du Mans 2004 et 2005. En 2001 et par manque de concurrence, le groupe VW lance la Bentley EXP 8. En 2003 avec le départ de l'équipe officielle d’Audi, les pilotes et autres ingénieurs débarquent chez Bentley. La Bentley Speed 8 est basée sur l'Audi R8C utilisée en 1999. Elle réalisera un doublé facile au Mans avant de se retirer définitivement.
En 2006, Audi revient officiellement avec une nouvelle machine, la R10, équipée d’un moteur Diesel TDI. Elle s’impose en 2006, 2007 et 2008, mais doit bientôt faire face à une rivale de taille qu’est la Peugeot 908. Audi lance alors la R15 en 2009, mais celle-ci ne peut faire mieux qu'une 3e place. En 2010, les Audi manquent encore de vitesse, mais fiables, elles signent un nouveau triplé. Une nouvelle voiture est lancée en 2011, la R18, qui signe, elle aussi, une nouvelle victoire après un extraordinaire duel avec les Peugeot 908 (2011).
En 2012, Peugeot se retire en janvier pour manque d'argent. Cette situation laisse donc la place libre à Audi, car son seul concurrent est Toyota qui arrive pour la première année aux 24 Heures du Mans. C'est un nouveau triomphe pour la marque aux quatre anneaux avec un triplé de ses Audi R18 e-tron (1er et 2e place) et d'une Audi R18 Ultra (3e). C'est aussi la première victoire aux 24 Heures du Mans d'un véhicule propulsé par un moteur hybride (diesel et électricité). En 2013, Audi gagne de nouveau, mais avec beaucoup plus de difficulté face à Toyota qui termine 2e et 3e. L'édition de 2014 donne l'occasion aux équipages Audi de s'adjuger les deux premières places devant une Toyota.
En parallèle, Audi a remporté à plusieurs reprises les Le Mans Series (en 2004 et 2008), les American Le Mans Series (de 2000 à 2008), ainsi que le championnat pilote DTM (en 2002, 2004, 2007, 2008, 2009, 2011 et 2013) et le championnat constructeur DTM (2004, 2007 et 2011). Audi est aussi champion pilote et constructeur du WEC (championnat du monde d'endurance) de 2012 et 2013.
En 2014, Audi Sport s'imposera pour la cinquième fois consécutive avec un doublé aux 24 Heures du Mans dans la catégorie LMP1 sur R18 e-tron ainsi qu'aux 24 Heures du Nürburgring le week-end suivant sur R8 LMS et le 27 juillet, une victoire au 24 Heures de Spa. Avec 2012, c'est la seconde année où Audi arrive à gagner les trois courses de 24 heures les plus importantes en Europe et au monde (il ne manque que les 24 Heures de Daytona, une course où n'est pas présent Audi).
Le 26 octobre 2016 le constructeur allemand décide de se retirer du FIA World Endurance Championship (WEC) à la surprise générale des fans d’endurance et de la marque, Audi laisse néanmoins une trace incommensurable au Mans.
En 2022, la marque annonce son arrivée en Formule 1 en tant que motoriste ainsi que son rachat de l'écurie suisse Sauber à compter de 2026, date du prochain changement de règlementation majeur de la discipline.
| Nom (Année) | Image | Nom (Année)    | Image | Nom (Année)    | Image |
| ----------- | ----- | -------------- | ----- | -------------- | ----- |
| R8C (1999)  |       | R8 (2000)      |       | R15 TDI (2009) |       |
| R8R (1999)  |       | R10 TDI (2006) |       | R18 TDI (2011) |       |